# Залипье (Польша)
Зали́пье (пол. Zalipie) — деревня в Польше, расположенная в Малопольском воеводстве, в Домбровском повете, в гмине Олесно в 7 км от Олесно, в 13 км от Домбровы-Тарновской, в 68 км от Кракова. Известна своими расписными домами. Из-за того, что до 19 века в деревне не было дымоходов, возникла традиция закрашивать стены домов живописью. Как правило, сначала рисуется один цветок, затем к нему добавляются остальные цветы. В настоящее время расписываются не только дома, но и колодцы, а также будки для собак. Благодаря этим обстоятельствам Залипье популярно у туристов. Как правило, дома расписывали женщины. В 1948 году была создана артель «Коллектив мастериц», которой 25 лет руководила Фелиция Цурило́ва. К 2018 году прошло уже 55 конкурсов «Разрисованная хата».

### Культура
- В Залипье работает «Дом художниц».
- Музей Фелиции Цурило́вой[2].
- «Малёвана хата». Ежегодно с 1948 года в Залипье проходит фестиваль-конкурс под названием «Малёвана хата»[3]. Проводится каждый год через неделю после Пасхи. В жюри конкурса входят не только польские, но и иностранные этнографы.

## Галерея

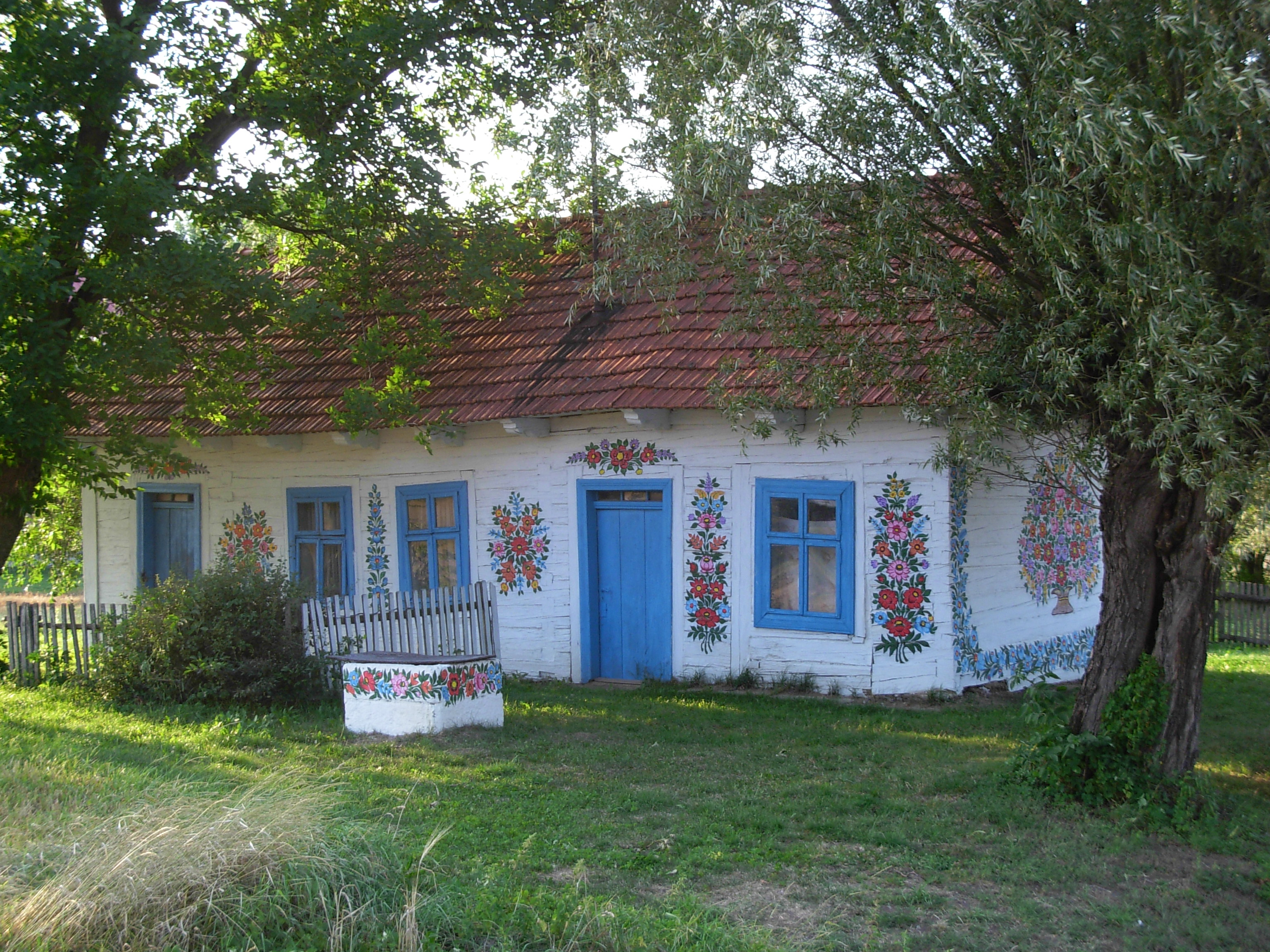
Расписанный дом в Залипье
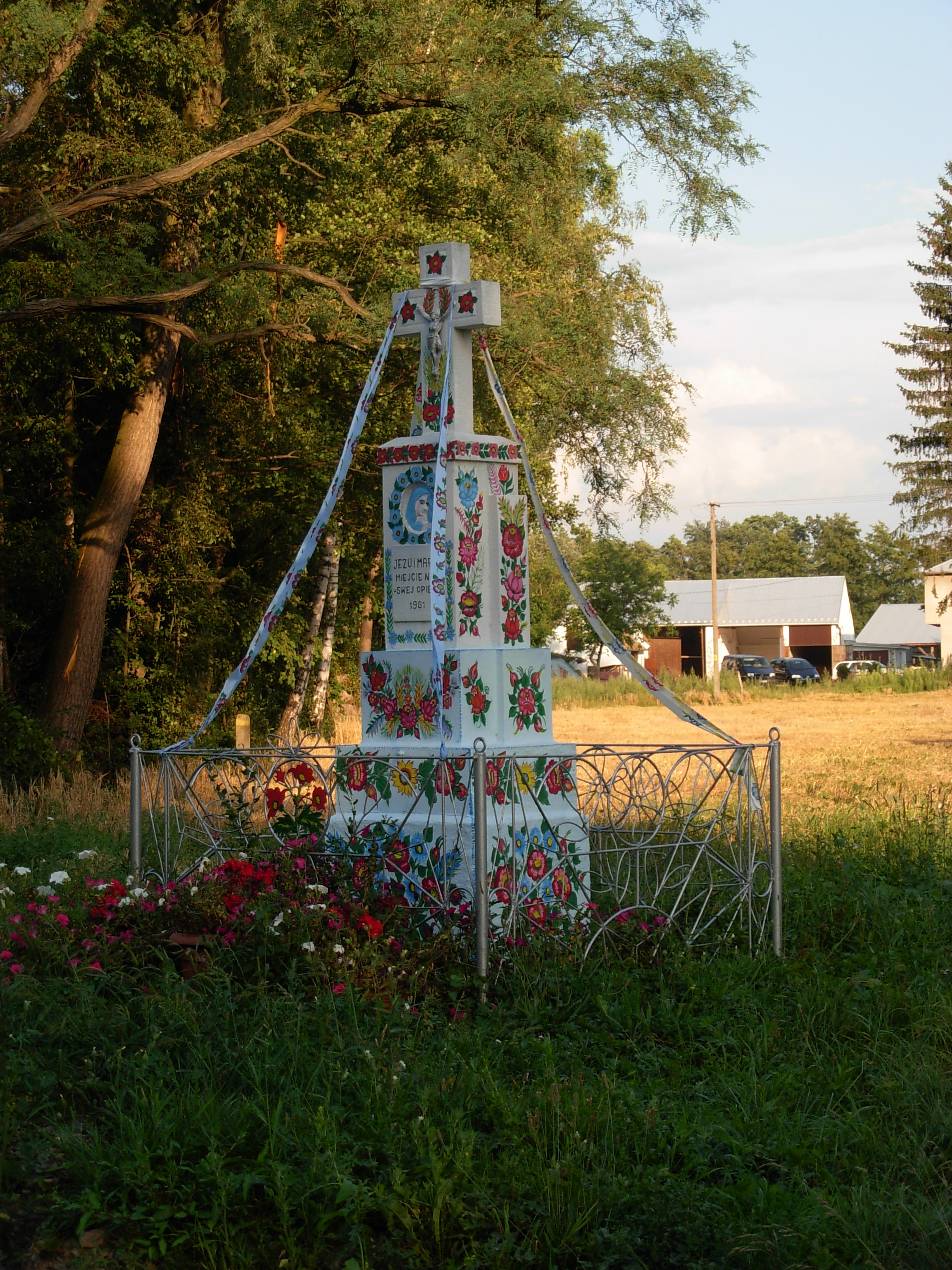
Расписной крест в Залипье
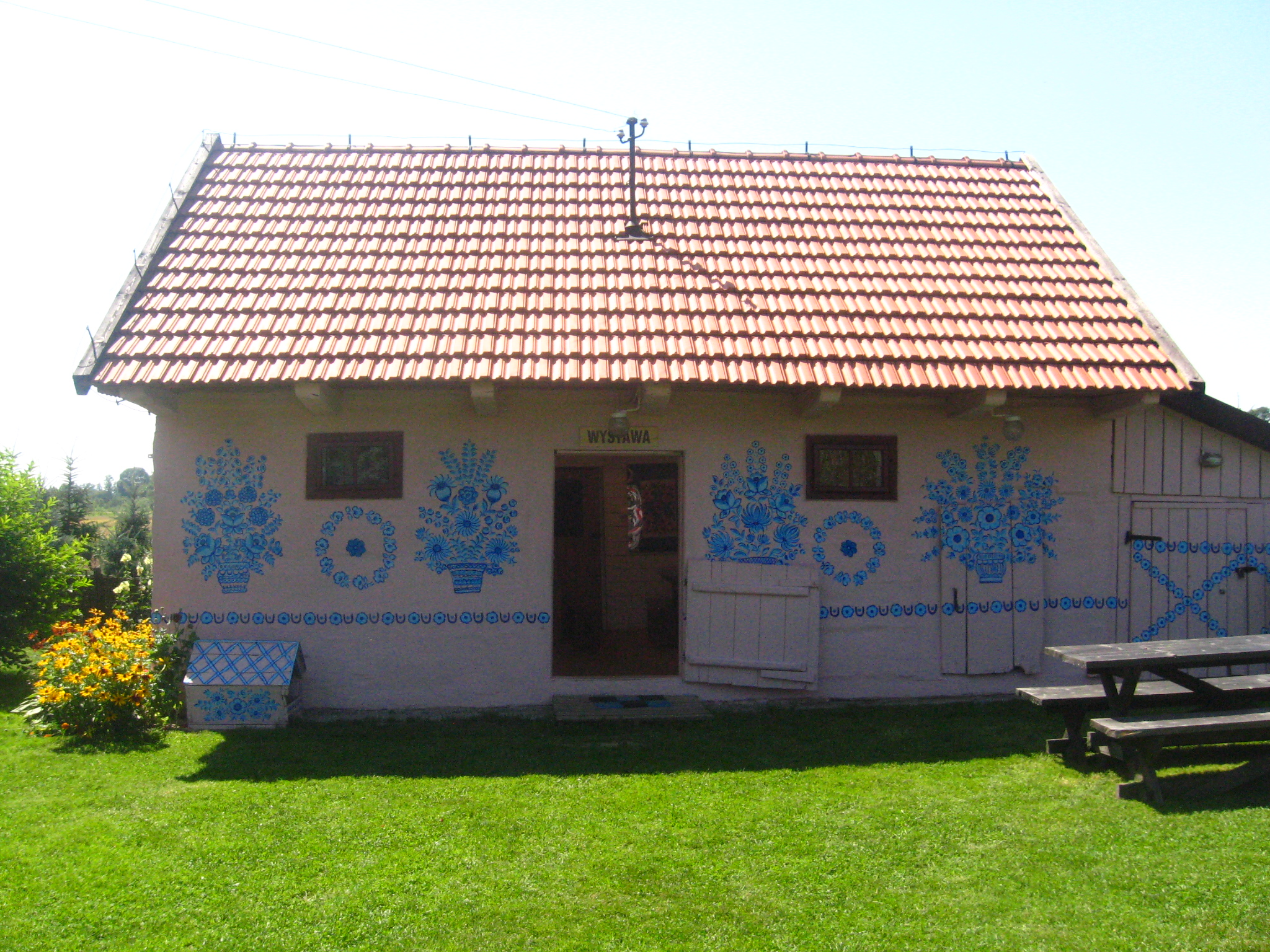
Расписанный дом в Залипье
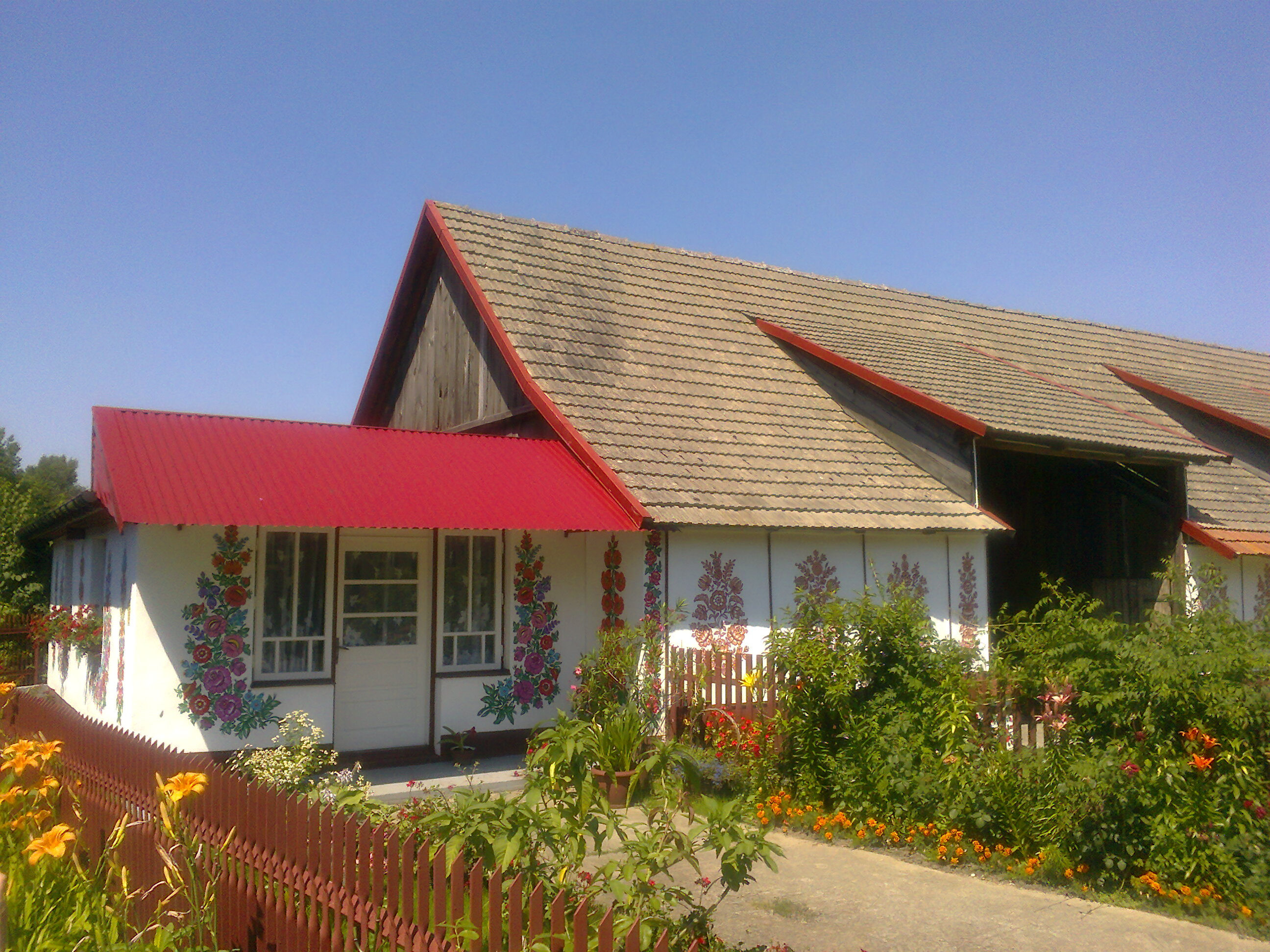
Расписанная усадьба в Залипье
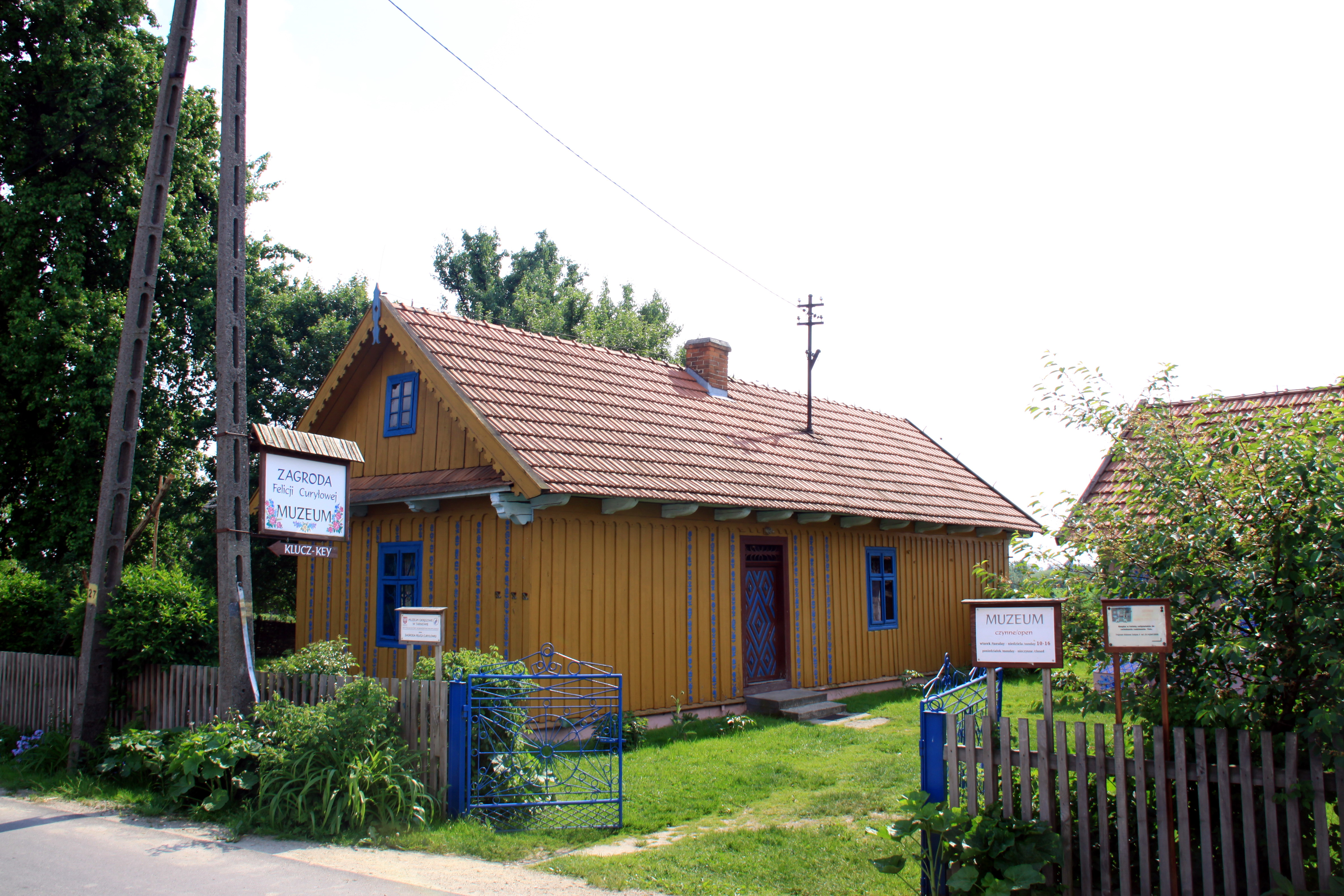
Музей — усадьба Фелиции Чуриловой
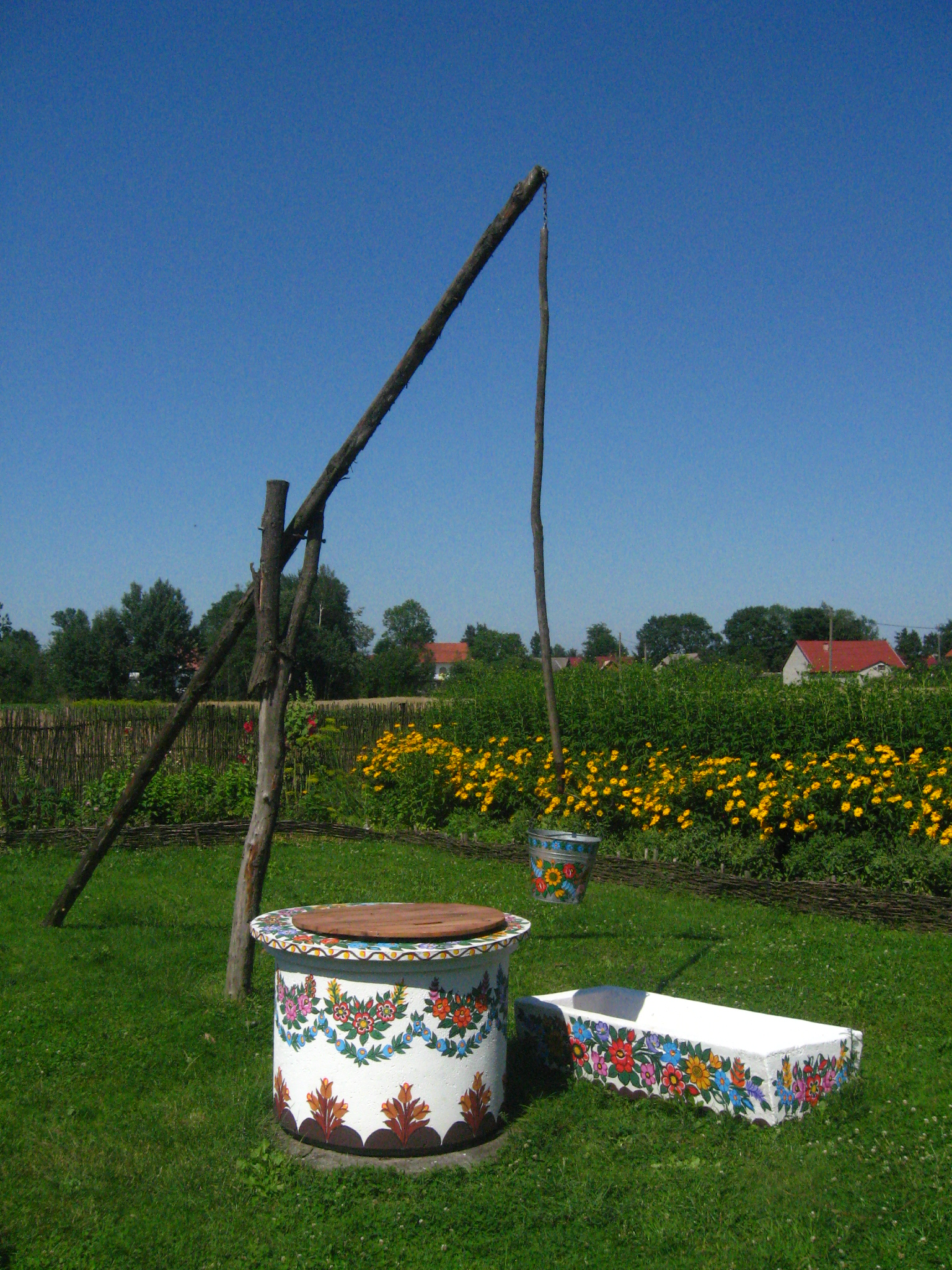
Расписные колодец-журавль и корыто в Залипье
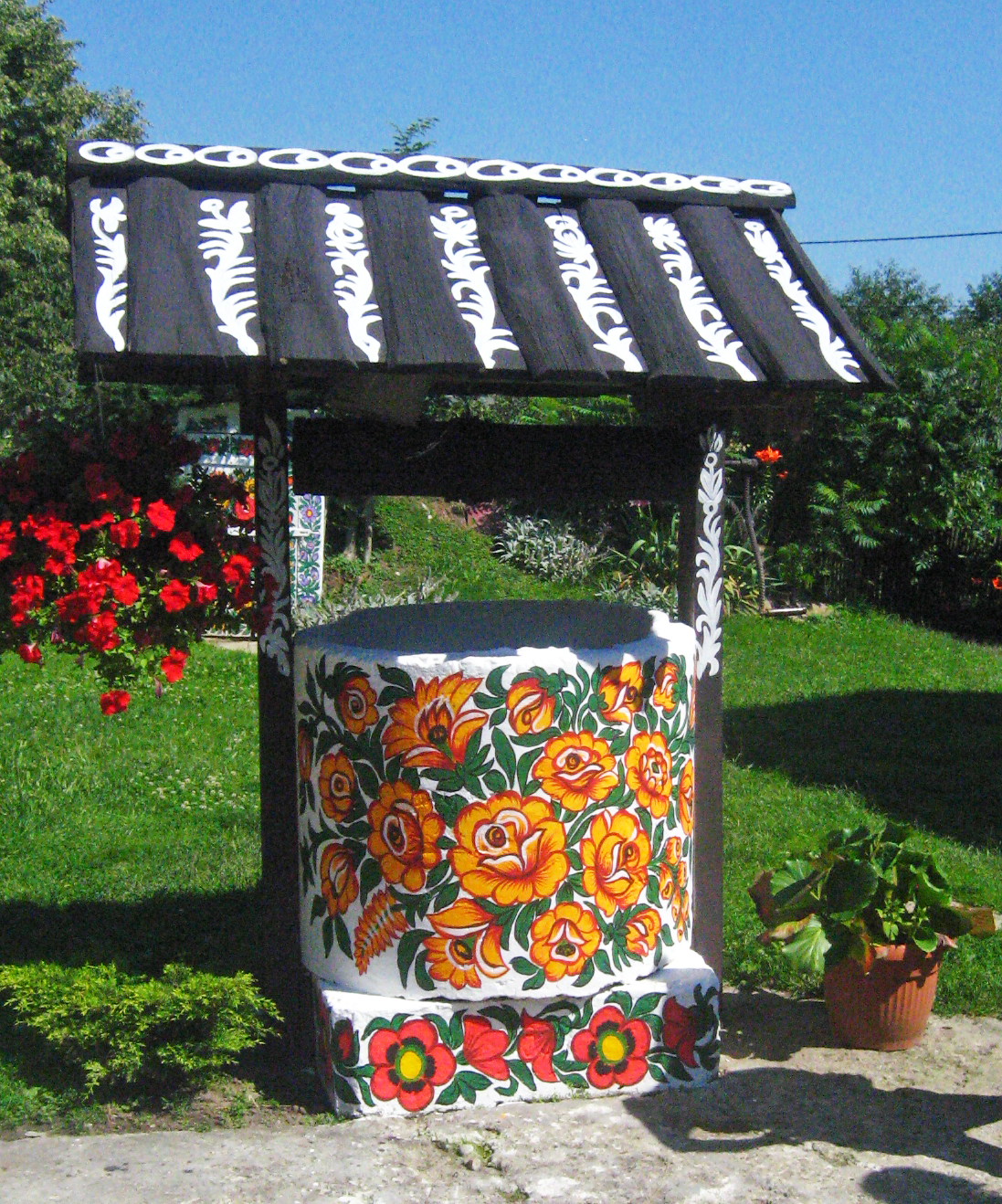
Расписной колодец в Залипье
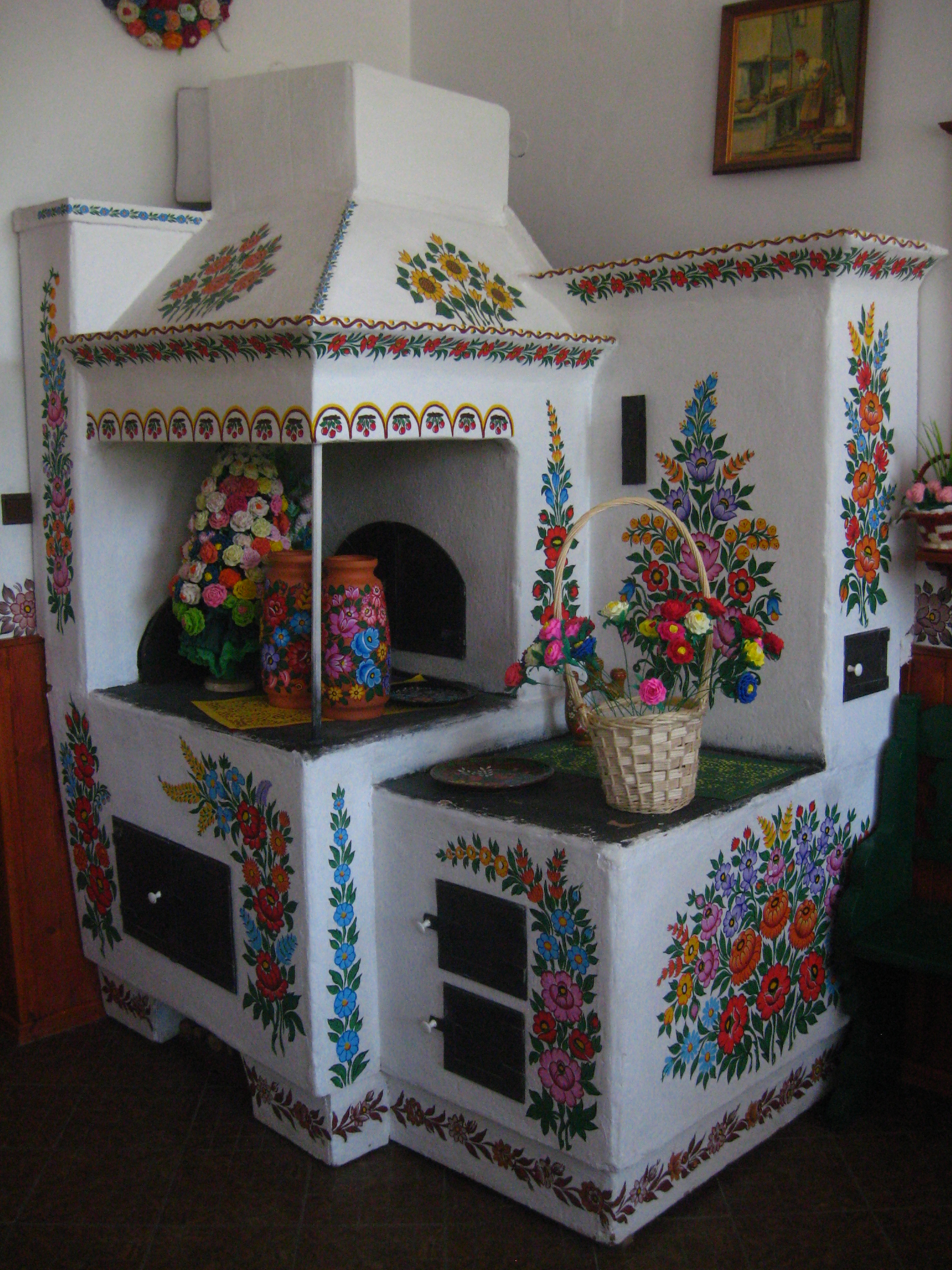
Расписная плита в Залипье
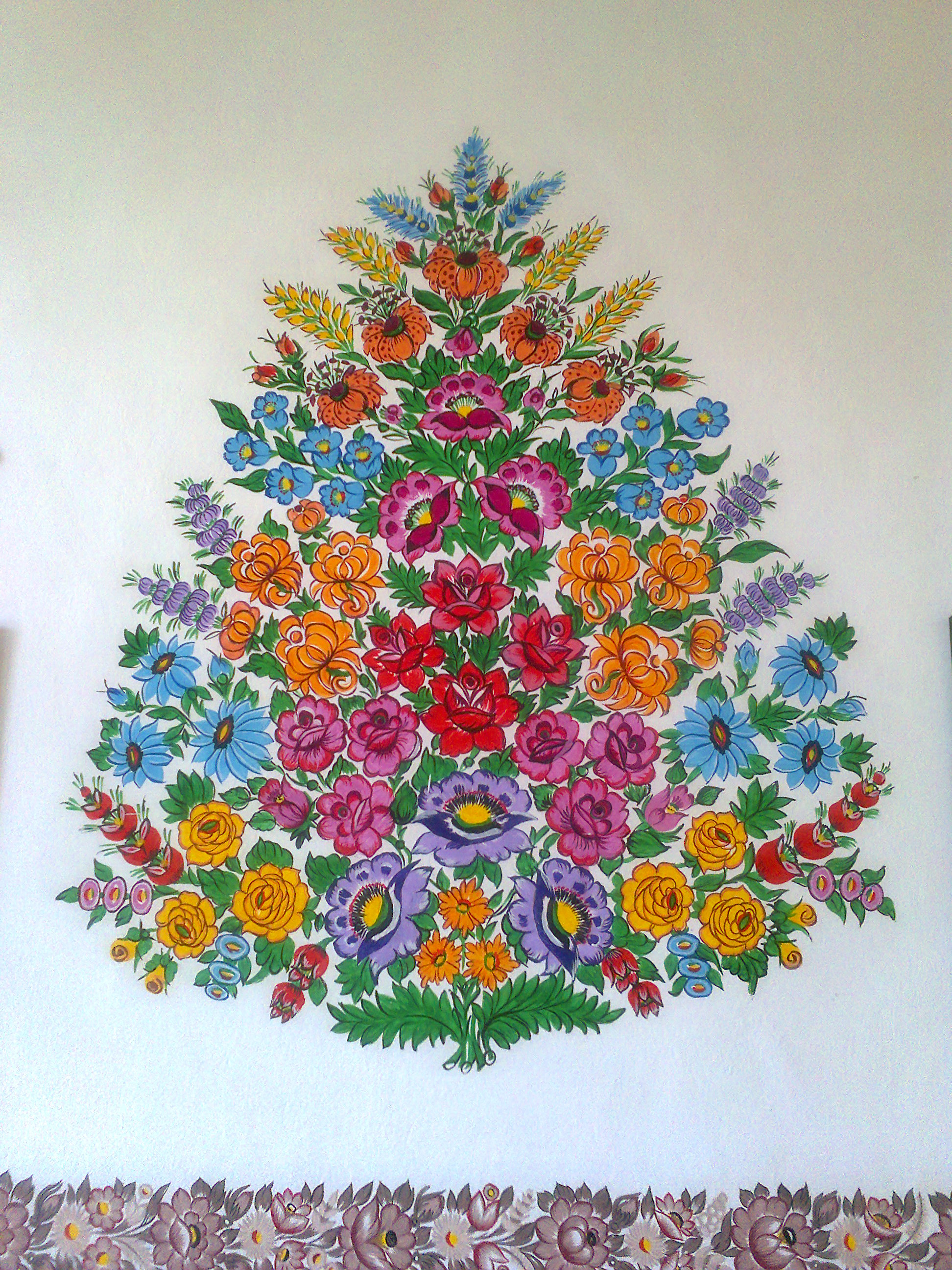
Цветы — популярная тема живописи в Залипье
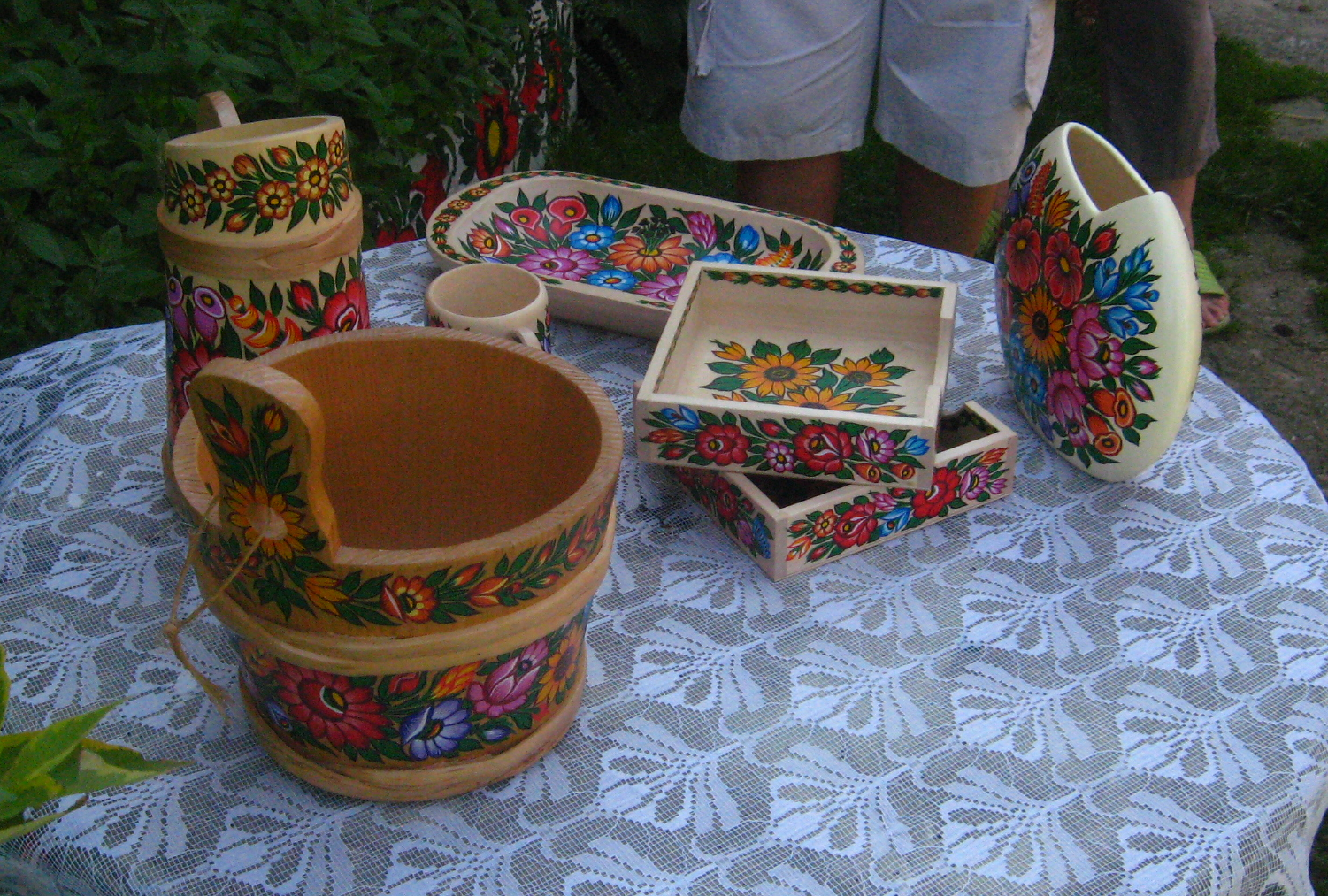
Посуда из Залипья